# ۶ بهمن
۶ بهمن سیصد و دوازدهمین روز سال در گاه‌شماری خورشیدی است. به پایان سال ۵۳ روز (۵۴ روز در سال کبیسه) باقی‌است.

## رویدادها
- ۱۳۴۱ - همه‌پرسی انقلاب سفید
- ۱۳۶۰ - پایان واقعه ۶ بهمن آمل
- ۱۳۹۰ - حادثه ۶ بهمن ۱۳۹۰ فروند هواپیمای گرامن اف-۱۴ تام‌کت نهاجا
- ۱۳۹۵ - حادثه بهمن ۱۳۹۵ هواپیمایی زاگرس

## زادروزها
- ۱۳۰۱ - فریدون نوزاد، شاعر، محقق، نویسنده و بازیگر تئاتر
- ۱۳۱۷ - منصور رستگار فسایی، پژوهشگر، نویسنده، ایران‌شناس، شاعر، مصحح و شاهنامه‌پژوه
- ۱۳۱۸ - هوشنگ صمدی، ناخدا یکم تکاور نیروی دریایی ارتش ایران
- ۱۳۱۹ - سید علی اصغر کاظمی، نویسنده و برنده کتاب سال ایران
- ۱۳۱۹ - رضا آشتیانی عراقی، نماینده پیشین مجلس
- ۱۳۲۱ - امیر مهیم، شاعر، نویسنده و مجری و تهیه کننده برنامه‌های تلویزیونی
- ۱۳۲۴ - منصور پورحیدری، بازیکن و مربی فوتبال
- ۱۳۲۶ - سوسن اصلانی، موسیقی‌دان، نوازنده سنتور، رهبر ارکستر و آهنگساز
- ۱۳۲۶ - محسن پزشکیان، معلم، نویسنده، مردم‌شناس، نمایشنامه‌نویس، بازیگر تئاتر، زندانی سیاسی، طراح، کاریکاتوریست
- ۱۳۳۲ - عبدالله اسفندیاری، بازیگر، تهیه‌کننده و فیلمنامه‌نویس ایرانی
- ۱۳۳۳ - ژیلا ایپکچی، تدوین‌گر فیلم‌های سینمایی
- ۱۳۳۳ - مجید مدرسی، تهیه‌کننده سینما
- ۱۳۳۶ - علی مطهری، سیاستمدار
- ۱۳۴۲ - سیاوش شمس، خواننده، ترانه سرا، آهنگساز و تهیه کننده ایرانی - آمریکایی
- ۱۳۵۲ - محمد مصطفایی، وکیل ایرانی فعال در زمینه پرونده‌های مربوط به حقوق بشر
- ۱۳۵۳ - سید سعید هاشمی، شاعر و نویسنده معاصر کودک و نوجوان
- ۱۳۵۸ - بابک سعیدی، نوازنده پاپ، موسیقی سنتی، موسیقی رپ ساز(ها) گیتار، کیبورد، تار
- ۱۳۵۹ - هومن بهمنش، مدیر فیلمبرداری در سینمای ایران و عضو بنیاد ملی نخبگان
- ۱۳۶۱ - محمد مختاری، فوتبالیست
- ۱۳۶۳ - نادر مختاری، از بازداشت‌شدگان اعتراضات آبان ۱۳۹۸ ایران
- ۱۳۶۷ - حسین تهی، خواننده هیپ هاپ
- ۱۳۶۹ - محمدباقر شعبانی، بازیکن فوتبال
- ۱۳۷۸ - مریم محبی، دونده دو سرعت
- ۱۳۷۹ - حمید کیانیان، ووشوکار ایرانی در بخش سان‌دا

## درگذشت‌ها
- ۸۱۷ - قوام‌الدین شیرازی، از معماران مشهور زمان تیموری اهل ایران
- ۱۳۴۳ - حسنعلی منصور، سیاست‌مدار ایرانی و یک دوره نخست‌وزیر ایران
- ۱۳۶۰ - حسینعلی ترکی، نظامی ایرانی و فرمانده لشکر ۱۷ علی بن ابی‌طالب
- ۱۳۷۴ - سیروس آتابای، شاعر ایرانی-آلمانی
- ۱۳۷۴ - جعفر مجتهدی، عارف شیعه
- ۱۳۹۴ - ثریا بهشتی، بازیگر کُرد تئاتر و سینما